# Holiday (bài hát của Madonna)
"Holiday" là một bài hát của ca sĩ-nhạc sĩ người Mỹ Madonna nằm trong album phòng thu đầu tay mang chính tên cô (1983). Nó được phát hành bởi Sire Records như là đĩa đơn thứ ba trích từ album vào ngày 7 tháng 9 năm 1983. Sau đó, "Holiday" còn xuất hiện với bản phối mới trong tuyển tập remix You Can Dance (1987) và tuyển tập hit The Immaculate Collection (1990), cũng như bản gốc trong tuyển tập Celebration (2009). Được sáng tác bởi Curtis Hudson và Lisa Stevens của Pure Energy, ca khúc được nhà sản xuất của Madonna John "Jellybean" Benitez giao cho cô thể hiện khi nữ ca sĩ đang tìm kiếm một bản hit tiềm năng cho album đầu tay của cô. Sau khi chấp nhận bài hát, cô và Jellybean đã bắt tay thực hiện hoàn chỉnh nó và thay đổi thành phần của nó bằng cách thêm một đoạn solo piano được thực hiện bởi người bạn của họ, Fred Zarr.
"Holiday" bao gồm những âm thanh nhạc cụ từ guitar, tiếng vỗ tay điện tử, tiếng chuông, và một sự sắp xếp chuỗi tổng hợp, trong khi lời bài hát của nó nói về cảm giác khi tham gia một kỳ nghỉ. Nó đã nhận được những sự tán dương bởi các nhà phê bình, và trở thành đĩa đơn lọt top 20 đầu tiên trong sự nghiệp của nữ ca sĩ trên Billboard Hot 100, đứng đầu bảng xếp hạng nhạc dance, cũng như tiến vào top 10 và top 40 các bảng xếp hạng của nhiều nước châu Âu. Madonna đã biểu diễn "Holiday" trong hầu hết các tour diễn của mình kể từ khi phát hành - gần nhất là tại Rebel Heart Tour (2015-2016). Bài hát thường xuất hiện trong màn kết chương trình hoặc phát lại khi khép màn sân khấu. Đã có nhiều nghệ sĩ hát lại bài hát này, và nó cũng xuất hiện trong bộ phim sitcom Will & Grace.
Tại Vương quốc Anh, "Holiday" đã được phát hành tổng cộng 3 lần: vào tháng 1 năm 1984 và đạt hạng 6, vào tháng 8 năm 1985 và đạt vị trí thứ 2 (chỉ sau đĩa đơn "Into the Groove" của chính Madonna). Việc phát hành lần thứ ba vào năm 1991 bao gồm những hình bìa mới để quảng bá cho The Immaculate Collection với một phiên bản EP mang tên "The Holiday Collection", trong đó bao gồm các bản nhạc bị bỏ sót từ khâu biên soạn; phiên bản này đạt vị trí thứ 5. Dù không phải là bài có thứ hạng cao nhất của Madonna, ca khúc đã trở thành một trong những bài hát thương hiệu của cô, được biết đến rộng rãi trên toàn thế giới.

## Xếp hạng
- Đĩa đơn 7" tại Mỹ / châu Âu [1][2]

1. "Holiday" (Phiên bản 7") – 4:10
2. "I Know It" – 3:45

- Đĩa đơn 12" tại châu Âu[3][4]

1. "Holiday" (Bản album) – 6:07
2. "I Know It" – 3:45

- Đĩa đơn 7" tại châu Âu[5]

1. "Holiday" (bản 7") – 4:10
2. "Think of Me" – 4:55

- Đĩa đơn 12" tại Vương quốc anh[6]

1. "Holiday" (bản album) – 6:07
2. "Think of Me" – 4:53

- Đĩa đơn 7" / Đĩa hình 12" / Cassette tại Vương quốc Anh (1991)[7]

1. "Holiday" (7" chỉnh sửa) – 4:10
2. "True Blue" (bản album) – 4:17

- Đĩa đơn 12" tại Vương Quốc Anh (1991)[8]

1. "Holiday" (bản album) – 6:09
2. "Where's the Party" (remix chỉnh sửa trong You Can Dance) – 4:22
3. "Everybody" (remix chỉnh sửa trong You Can Dance) – 4:57

- Bản cassette / CD: The Holiday Collection tại Vương quốc Anh (1991)[9]

1. "Holiday" (bản album) – 6:09
2. "True Blue" (bản album) – 4:17
3. "Who's That Girl" (bản album) – 3:58
4. "Causing a Commotion" (Silver Screen Single Mix) – 4:06

- Đĩa đơn 12" / CD tại Đức; Đĩa đơn CD tại Vương quốc Anh (1995)[6]

1. "Holiday" – 6:07
2. "Lucky Star" – 5:37

| Bảng xếp hạng (1983–84)                         | Vị trí cao nhất |
| ----------------------------------------------- | --------------- |
| Úc (Kent Music Report)                          | 4               |
| Bỉ (Ultratop 50 Flanders)                       | 6               |
| Bỉ (VRT Top 30)                                 | 8               |
| Canada Top Singles (RPM)                        | 32              |
| Pháp (SNEP)                                     | 37              |
| Trường songid là BẮT BUỘC CHO BẢNG XẾP HẠNG ĐỨC | 9               |
| Ireland (IRMA)                                  | 2               |
| Italy (FIMI)                                    | 22              |
| Hà Lan (Single Top 100)                         | 7               |
| New Zealand (Recorded Music NZ)                 | 7               |
| Thụy Điển (Sverigetopplistan)                   | 20              |
| Thụy Sĩ (Schweizer Hitparade)                   | 18              |
| Vương quốc Anh (Official Charts Company)        | 2               |
| Hoa Kỳ Billboard Hot 100                        | 16              |
| Hoa Kỳ Dance Club Songs (Billboard)             | 1               |
| Hoa Kỳ Hot R&B/Hip-Hop Songs (Billboard)        | 25              |

| Bảng xếp hạng (1984)                | Vị trí |
| ----------------------------------- | ------ |
| US Billboard Hot 100                | 79     |
| US Hot Dance Club Songs (Billboard) | 25     |

| Quốc gia                                                                           | Chứng nhận | Số đơn vị/doanh số chứng nhận |
| ---------------------------------------------------------------------------------- | ---------- | ----------------------------- |
| Anh Quốc (BPI)                                                                     | Vàng       | 709,400                       |
| * Chứng nhận dựa theo doanh số tiêu thụ. ^ Chứng nhận dựa theo doanh số nhập hàng. |            |                               |